# Писидика (дочь Лепетимна)
Писиди́ка (др.-греч. Πεισιδίκη) — в греческой мифологии легендарная дочь Лепетимна, правителя города Митимна на острове Лесбос.

## Легенда
Писидика играет главную роль в одном из 36 рассказов сборника «О любовных страданиях» древнегреческого писателя Парфения Никейского. Автор черпает сюжет из стихотворного повествования об истории основания Лесбоса. Возможно, безымянным создателем той древней поэмы был Аполлоний Родосский.
Согласно рассказу, Ахиллес со своим войском высадился на Лесбосе и стал разорять тамошние города. Вскоре почти весь остров был захвачен и разграблен. Лишь один город Митимна всё ещё отчаянно сопротивлялся врагу, и было понятно, что легко его взять не удастся. И тут вдруг дочь правителя города по имени Писидика с крепостной стены увидела Ахиллеса и сразу же влюбилась в него. Через свою кормилицу она дала ему знать, что поможет захватить город в обмен на его обещание жениться на ней. Ахиллес согласился на это условие и в результате с помощью влюблённой в него девушки смог завладеть городом. Но вместо того, чтобы жениться на Писидике, он приказал своим воинам побить её камнями за предательство.
У этой истории существует более старая версия, которую Парфений несколько подкорректировал и видоизменил. Она изложена Гесиодом и сохранилась в схолиях к гомеровской «Илиаде» (VI: 35). События здесь разворачиваются по схожему сценарию, но происходят в другом городе, а именно в Монении, позже переименованной в Педас. Девушка из этого города, влюбившись в Ахиллеса, осадившего Монению, опалила яблоко и, нацарапав на нём послание, метнула возлюбленному.
Судя по схолию B к «Илиаде» (VI: 35), первоначальное имя девушки было вовсе не Писидика, а Педаса, и легенда должна была объяснить причину переименования города Монения в Педас. В других схолиях (A и TL) нет никаких упоминаний о том, что девушку звали Педасой. Позже история была перенесена в Митимну, а имя её главной героини было изменено на Писидику.